# Дружная (река)
Дружная (укр. Дружня) — река на Украине, левый приток Хоморы (бассейн Днепра). Протекает по территории Шепетовского и Полонского районов Хмельницкой области. Впадает в Хомору через 1,5 км после железнодорожного моста между городом Полонное и посёлком городского типа Понинка.
Длина реки 12 км. Площадь водосборного бассейна 90,6 км². Имеет пять притоков общей протяжённостью 20 км. Наибольший из них левый приток Лызне длиной 7 км.
В верхнем течении формируется среди лугов и болот. Среднее течение реки является частью ландшафтного парка Малёванки. Русло речки заболоченное, труднодоступное. Есть ряд поселений бобров. В месте пересечения с автодорогой Полонное—Буртин находится зона отдыха.
По утверждению краеведов, название реки происходит от названия хутора Дружный, на котором дружно жили семьи Бобровников, Дрегалов, Сарнацких.